# Paul Sjöberg
Paul Leonard Sjöberg, né le 14 juillet 1897 à Hanko (Uusimaa) en Finlande et mort le 16 mars 1978 à Helsinki (Uusimaa) en Finlande, est un skipper et un véliplanchiste finlandais.

## Palmarès

### Jeux olympiques
- Médaille de bronze en 6 mètres JI en 1952 (avec Ernst Westerlund, Ragnar Jansson, Adolf Konto et Rolf Turkka).